# Goldkronach
Goldkronach é um município da Alemanha, localizado no distrito Bayreuth, no estado de Baviera.